# Antiblemma patifaciens
Antiblemma patifaciens är en fjärilsart som beskrevs av Walker 1858. Antiblemma patifaciens ingår i släktet Antiblemma och familjen nattflyn. Inga underarter finns listade i Catalogue of Life.